# Molnár László (színművész, 1966)
Molnár László (Kecskemét, 1966. július 2. –) magyar színművész, rendező.

## Életpályája
1975-től a Magyar Állami Balettintézet növendéke volt. 1985–1987 között a kecskeméti Katona József Színház tagja volt gyakorlatos színészként. 1987–1996 között a békéscsabai Jókai Színház, 1996–1999 között a nyíregyházi Móricz Zsigmond Színház színésze volt. 1998-ban megalapította a Musical Színházat, amely évekig működött. 2001-ben, 2008-ban, valamint 2011–2014 között a Győri Nemzeti Színház tagja volt, közben többször vendégszerepelt a szolnoki Szigligeti Színházban is. 2014-től a Madách Színházban is látható. A játék mellett rendezéssel is foglalkozik.

## Magánélete
Egyik felesége Tunyogi Bernadett volt. Élettársa Ladinek Judit színésznő. Korábbi házasságaiból két lánya született, 2000-ben és 2006-ban.

## Színház

### Fontosabb szerepei
- Galambos Szilveszter: Senki Földje – Rónay
- Ifj. Alexandre Dumas: A kaméliás hölgy – Anais
- Petőfi Sándor: A hóhér kötele – Ternyei
- Weöres Sándor: Holdbéli csónakos – Menelaos
- Lázár-Galkó: Gyere haza, Mikkamakka – Szörnyeteg Lajos
- Katona József: Bánk bán – Solom mester
- Sütő András: Káin és Ábel – az Úr
- Szuzai menyegző – ifjú Besszosz
- William Shakespeare: Hamlet – Horatio
  - A velencei kalmár – Gratiano
- Kálmán Imre: A montmarte-i ibolya – Florimond
  - Marica grófnő – Zsupán
- Grimm fivérek-Romhányi: Hamupipőke – Gáspár
- Leonard Bernstein: West Side Story – Chino
- Szophoklész: Antigoné – Őr
- Foster-Braden: Színezüst csehó – Morgan
- Lengyel: Róza néni – Cséti Gábor
- Tersánszky: Szidike lakodalma – Dani
- Suassuna: A kutya testamentuma – Chico
- Friedrich Dürrenmatt: János király – Lord Bigot
- Móricz–Kocsák–Miklós: Légy jó mindhalálig – Valkay
- Kálmán Imre: Marica grófnő – Zsupán
- Kálmán Imre: Csárdáskirálynő – Bóni
- Szilágyi–Eisemann: Én és a kisöcsém – Andersen Vilmos
- Déry–Presser–Pós: Képzelt riport egy amerikai popfesztiválról – József
- Deval: A potyautas – Raoul
- Makrai–Usztics: Rózsák, szerelmek – Alex
- Anton Csehov: Sirály – Trigorin
- Ábrahám Pál: Bál a Savoyban – Henry
- Molnár–Kocsák–Miklós: Vörös malom – Magister
- Lehár Ferenc: Luxemburg grófja – Lord Winchester
- Szirmai–Bakonyi: Mágnás Miska – Baracs István
- Lerner–Loewe: My fair Lady – George
- Molnár Ferenc: Úri divat – Mezei Oszkár
- Friedrich Schiller: Ármány és szerelem – Von Walter
- Webber–Rice: Evita – Che
- Schönberg–Boublil: A Nyomorultak – Jean Valjean
- Szörényi Levente: Veled Uram – István király
- Wildhorn–Bricusse: Jekyll és Hyde – Jekyll, Hyde
- Szörényi: Árpád népe – Vata vezér
- Wildhorn: A Vörös Piimpernel – Shauvelin
- Miklós–Várkonyi: Stárcsinálók – Juvenalis
- Andersson–Ulvaeus–Rice: Sakk -p– Anatoly
- Andresson–Ulvaeus–Johnson: Mamma Mia! – Harry Bright
- Fekete–Szemenyei–Győrei–Schlachtovszky: Vuk – Kag / Simabőrű

### Fontosabb rendezései
- Deval–Náda–Szenes: A potyautas
- Webber–Rice: Evita
- Webber–Rice: Jézus Krisztus Szupersztár
- Wildhorn–Bricusse: Jekyll és Hyde
- Best of Broadway musicalshow
- Wildhorn: A Vörös Pimpernel
- Dan Goggin: Apácák
- Bakonyi: Mágnás Miska
- Varga–Kal Pintér: Houdini a varázslatos
- Topolcsányi–Molnár: Bepasiztunk
- Garcia–Berkes: Salsa Szivar Szerelem

## Filmográfia
- A renitens (2024)
- A Hortobágy legendája (2008)
- Árpád népe (2006)
- Montecarlo! (2004)
- Kisváros (1995–1996)
- Szamba (1996)

## Díjai, elismerései
- OTP Nívódíj (1999) – Az évad legjobb rendezője
- OTP Nívódíj (2001) – Az évad legjobb színművésze és rendezője
- eMeRTon-díj (2001) – Az év legjobb musical énekese